# Stefan Klebert
Stefan Klebert (* 27. Juni 1965 in Stuttgart) ist ein deutscher Manager und Maschinenbauingenieur; er war vom 1. Oktober 2010 bis zum 24. April 2018 Vorstandsvorsitzender der Schuler AG und übt diese Funktion seit Februar 2019 bei der GEA Group AG aus.

## Leben
Nach einer Lehre als Mechaniker studierte Klebert Maschinenbau in Esslingen. Seine Berufslaufbahn begann er 1991 bei der Firma Festo AG & Co. als Assistent der Vertriebsleitung und leitete dort bald das Internationale Marketing. Berufsbegleitend absolvierte er einen MBA am Henley Management College und beschäftigte sich im Rahmen seiner Master-Thesis mit dem Thema des Internationalen Key Account Managements. In der Folge baute er diese Funktion bei Festo auf und leitete sie bis zu seinem Wechsel zur Firma Schindler. Von 1999 bis 2003 war er als Geschäftsführer, später als Vorsitzender der Geschäftsführung des Aufzugsbauers Haushahn tätig, dessen Sanierung unter seiner Führung gelang. Von 2004 bis 2009 war er im ThyssenKrupp-Konzern für industrielle Dienstleistungen verantwortlich, zuletzt als Vorstand der ThyssenKrupp Services AG, und schied nach der Sanierung und Veräußerung dieses Unternehmensbereiches aus. Ab 2010 war er Vorstandsvorsitzender der Schuler AG. Klebert baute die China-Aktivitäten der Schuler AG wesentlich aus und reduzierte die Produktionsstandorte in Deutschland. Klebert schied am Tag der Hauptversammlung, zum 24. April 2018 mit Rekordergebnissen aus dem Vorstand aus.
Seit November 2018 gehört Stefan Klebert dem Vorstand des internationalen Technologiekonzerns GEA Group an, im Februar 2019 wurde Klebert als Vorstandsvorsitzender bestellt. Er übernahm das Amt in einer schwierigen Phase, gekennzeichnet unter anderem durch sieben Gewinnwarnungen in Folge. Unter Kleberts Führung wurde eine umfassende Restrukturierung des Unternehmens durchgeführt. Aus den zuvor zwei Geschäftssegmenten wurden fünf eigenständige Divisionen, die Klebert neben den Regionen und Länderorganisationen im Vorstand verantwortet. Durch die Neuaufstellung des Unternehmens gelang GEA der Kurswechsel. Das Unternehmen konnte wachsen und den Gewinn deutlich steigern. 2021 stellte Klebert die Unternehmensstrategie „Mission 26“ vor, mit der GEA weiter profitabel wachsen will. Dazu gehört auch eine stärkere Ausrichtung des Unternehmens auf Nachhaltigkeit und das Ziel, bis 2040 die Treibhausgasemissionen auf netto null zu reduzieren. Stefan Klebert ist Mitglied der Alliance of CEO Climate Leaders des Weltwirtschaftsforums, einem Netzwerk, das sich für aktiveren Klimaschutz einsetzt.
Klebert ist Lehrbeauftragter für Unternehmensführung an der Technischen Universität Hamburg.

## Ehrenamtliches Engagement
2009 gründete er den gemeinnützigen Verein FlyingHope, dessen Zweck es ist, schwerkranken Kindern kostenlosen Lufttransport zu ermöglichen. Klebert ist Inhaber einer Berufspilotenlizenz und Fluglehrer.

## Mandate
- Vorsitzender des Landeskuratoriums Nordrhein-Westfalen des Deutschen Stifterverbandes (seit 2023)
- Vorsitzender des INNIO Advisory Committee bei der Al Alpine (Luxembourg) S.à.r.l. Luxemburg (seit 2022)
- Mitglied des Gesellschafterausschusses der Hoberg &amp; Driesch GmbH, Düsseldorf (bis 2022)
- Mitglied der Beiräte der Hoberg & Driesch GmbH & Co. KG Röhrengroßhandel/Hoberg und Driesch Beteiligungs GmbH, Düsseldorf (bis 2022)
- Mitglied des Verwaltungsrats der Chiron Group SE, Tuttlingen (bis 2022)
- Mitglied des Verwaltungsrats der Lista AG
- Mitglied des Aufsichtsrats der Wisag Produktionsservice GmbH (bis 2010)
- Member of the Board of Yadon Ltd., China (bis 2018)
- Vorsitzender des Aufsichtsrats der Schuler Pressen GmbH (bis 2018)
- Vorsitzender des Aufsichtsrats der Xervon GmbH (bis 2009)